# Клот
Клот (фр. Clotte) насеље је и општина у западној Француској у региону Поату-Шарант, у департману Приморски Шарант која припада префектури Жонзак.
По подацима из 2011. године у општини је живело 699 становника, а густина насељености је износила 39,18 становника/km². Општина се простире на површини од 17,84 km². Налази се на средњој надморској висини од 39 метара (максималној 73 m, а минималној 12 m).

## Демографија
| 1962. | 1968. | 1975. | 1982. | 1990. | 1999. | 2011. |
| ----- | ----- | ----- | ----- | ----- | ----- | ----- |
| 447   | 484   | 499   | 475   | 475   | 490   | 699   |

График промене броја становника у току последњих година